# Megalopolis (stad)
Megalopolis är ett geografiskt område där flera städer slutits samman till ett sammanhängande storstadsområde.
New Yorks storstadsområde benämndes megalopolis redan i mitten av 1900-talet. Benämningen användes snart för att beskriva Tokyo-Osaka-området. Flera ytterligare kandidater finns bland Kina och Indiens storstadsområden. Det ursprungliga megalopolis på USA:s norra östkust har växt till att omfatta ett område som sträcker sig mellan Boston, New York, Philadelphia och Washington D.C. 